# Hatolia Vila
Hatolia Vila (Hatólia, Hatolia, Hatu Lia, Hatu-Lia) ist ein osttimoresischer Suco im Verwaltungsamt Hatulia (Gemeinde Ermera).

## Ortsname
1936 wurde der Ort Hatolia Vila von den Portugiesen, nach dem ehemaligen Gouverneur von Portugiesisch-Timor José Celestino da Silva, in Vila Celestino da Silva beziehungsweise Vila Celestino da Silva umbenannt. Doch der Name setzte sich nicht durch und einige Jahre nach dem Zweiten Weltkrieg kehrte man zum alten Namen zurück.

## Geographie

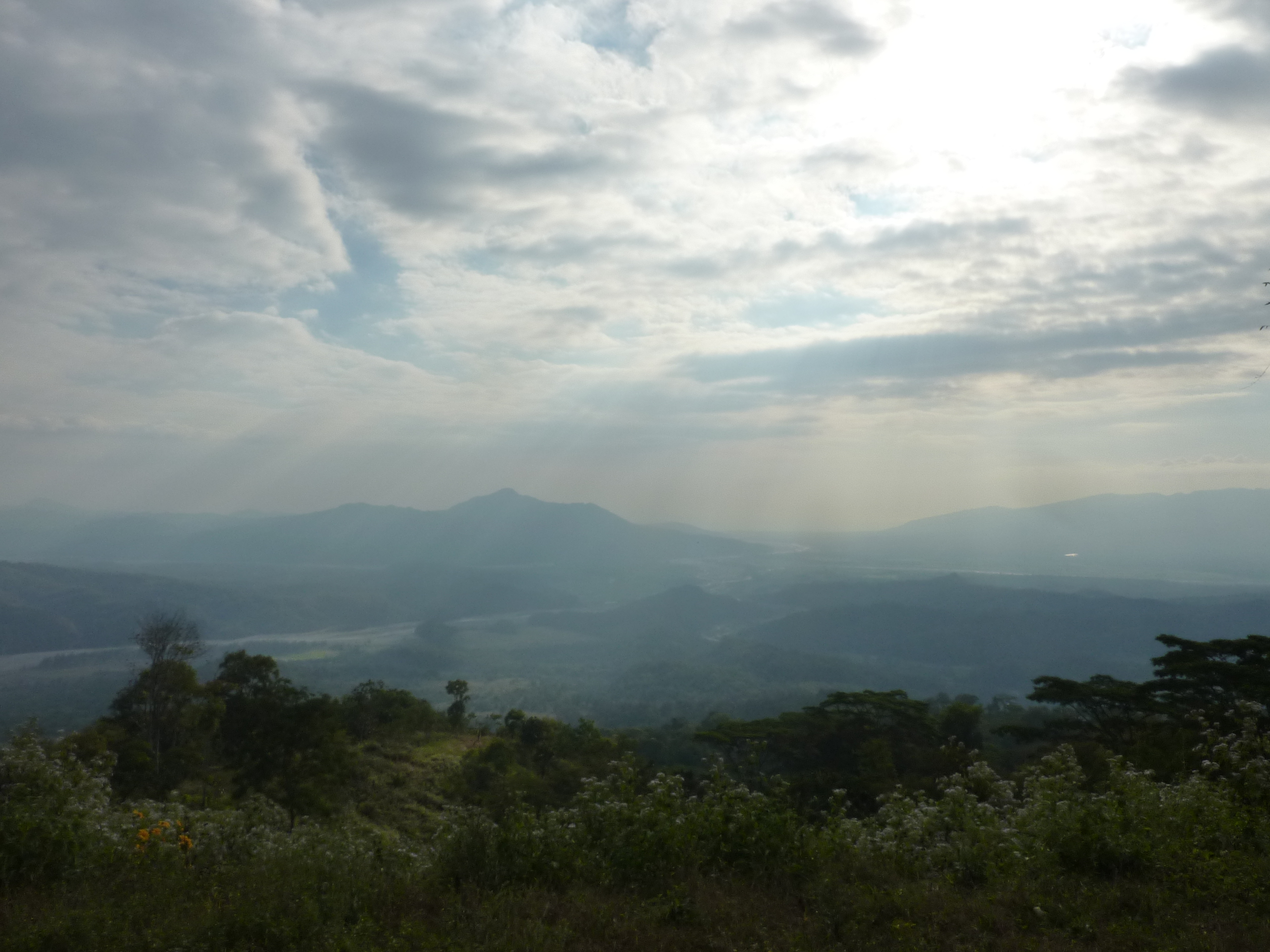
Blick auf die Ebene in Richtung Maliana

Der Suco Hatolia Vila liegt südlich des Zentrums des Verwaltungsamts. Im Norden grenzt Hatolia Vila an die Sucos Ailelo und Manusae, im Osten an den Suco Coilate-Letelo und im Südwesten an den Suco Samara. Die Südostgrenze entlang fließt der Aiboro, an der Nordwestgrenze der Celere. Im Suco entspringt der Motur und fließt wie die anderen in Richtung Südwest. Alle Flüsse sind Teil des Flusssystems des Lóis. Neben dem Siedlungszentrum Hatulia im Nordwesten des Sucos liegen im Nordosten die Dörfer Diaro, Fatunapa, Talo und Narlolo. Hatolia Vila hat eine Fläche von 18,62 km². und teilt sich in die vier Aldeias Aimeraulo, Hatu Batu, Hohopu und Simohei.
Der Ort Hatolia Vila liegt im Nordwesten des gleichnamigen Sucos. Hatolia Vila bildet mit einigen benachbarten Orten eine lose zusammenhängende Siedlung. Diese Orte sind Santa Cruz (Santacruz), Malioboru, Aimeraulo (Aimerulu), Hatu Batu (Hatobato), Hohopu und Simohei.
Hatulia liegt an der Überlandstraße von Maliana nach zur Gemeindehauptstadt Gleno. Nach Gleno sind es von Hatulia in Luftlinie etwa 17 km nach Nordosten, bis zur Landeshauptstadt Dili etwa 41 km. Der Ort liegt in einer Höhe von 882 m über dem Meer. Im Ort befinden sich die Kirche St. Francisco Xavier Hatolia (1989 eingeweiht), eine Grundschule (Escola Primaria Hatolia Vila), eine präsekundäre Schule, ein Hubschrauberlandeplatz, ein kommunales Gesundheitszentrum und eine Station der Nationalpolizei.

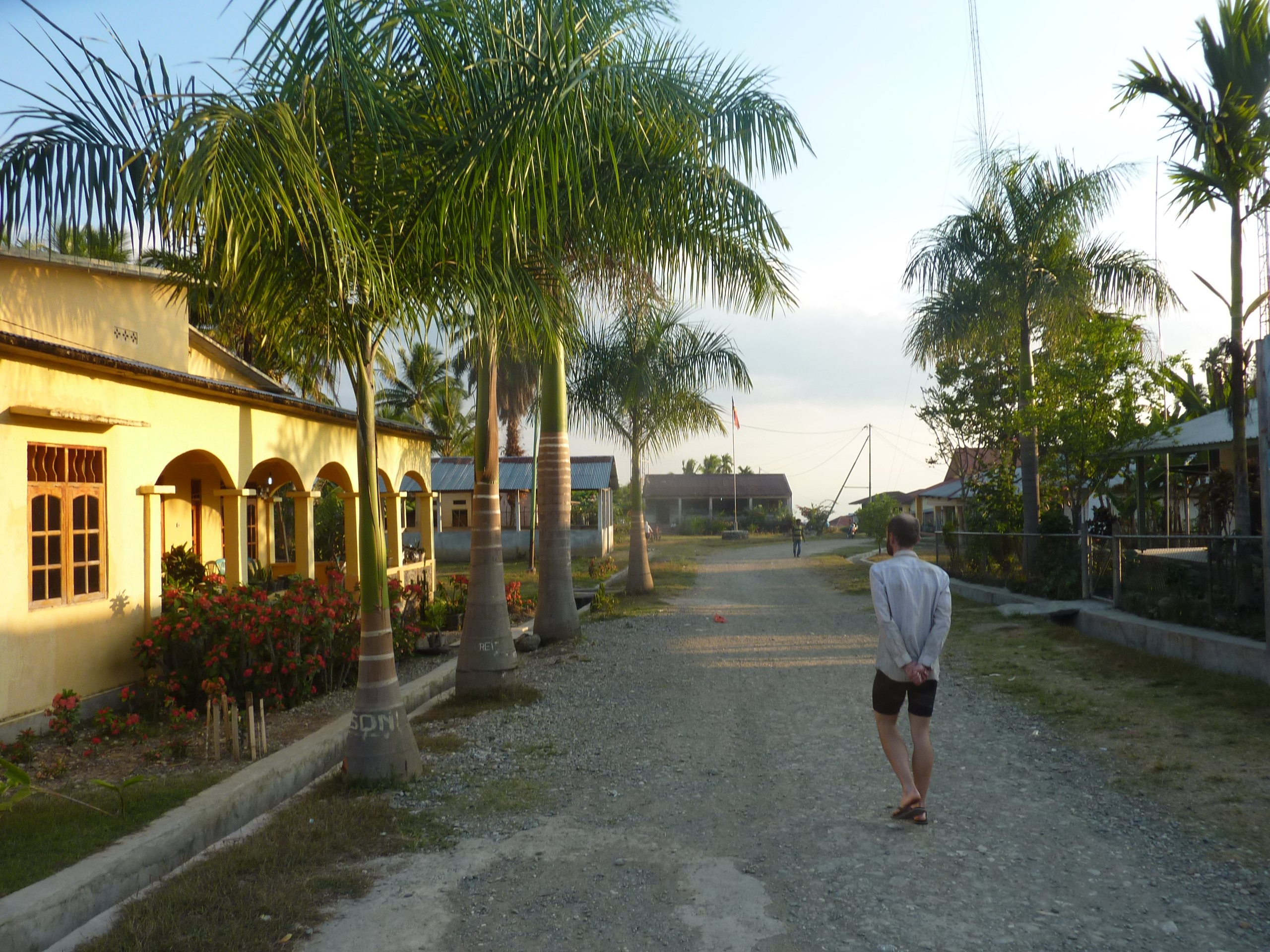
Im Ortszentrum
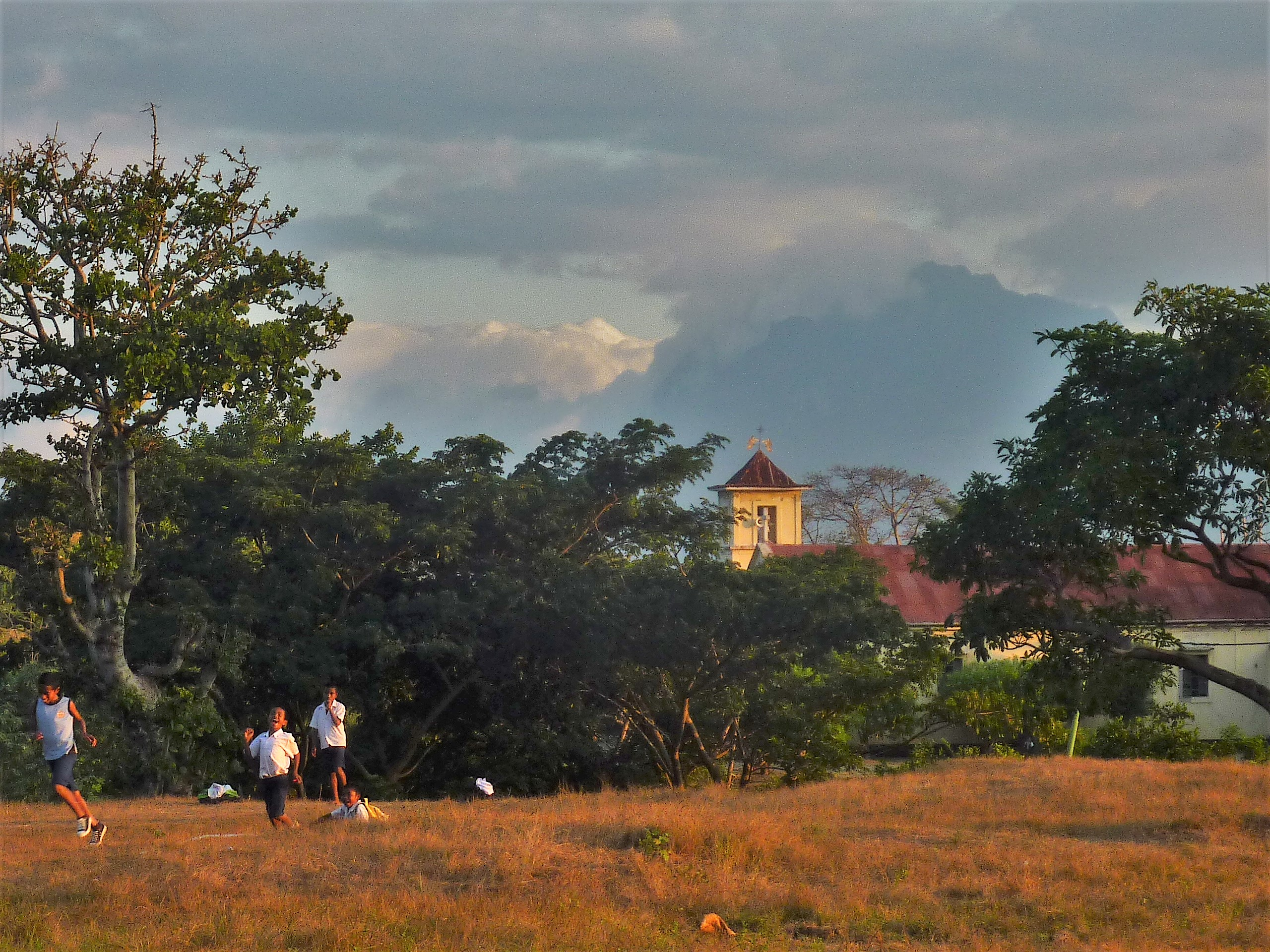
Nah der Kirche St. Francisco Xavier Hatolia
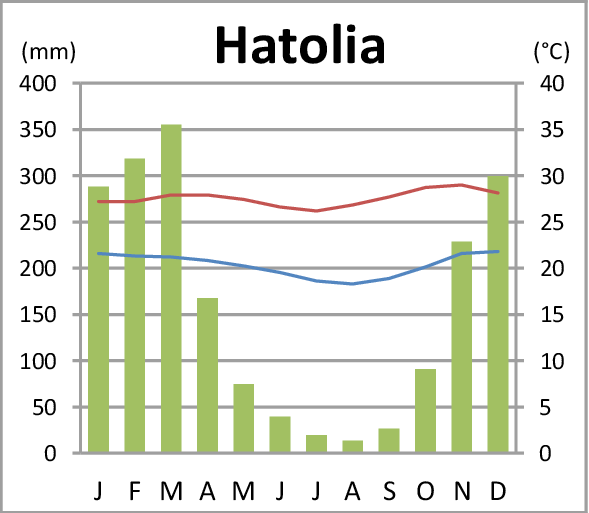
Klimadiagramm von Hatolia Vila
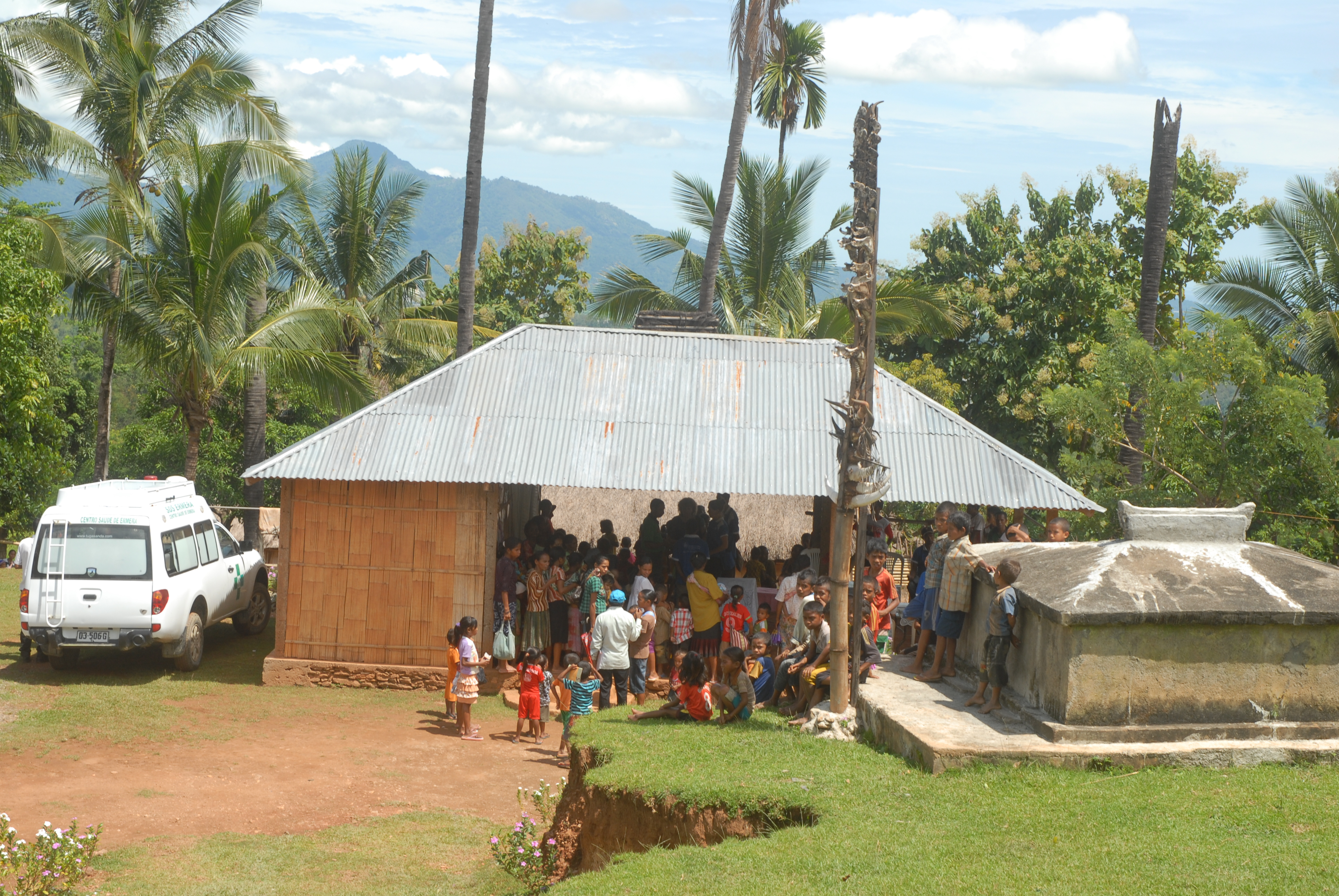
Mobile Klinik in Hatolia Leten (Unter-Hatolia)
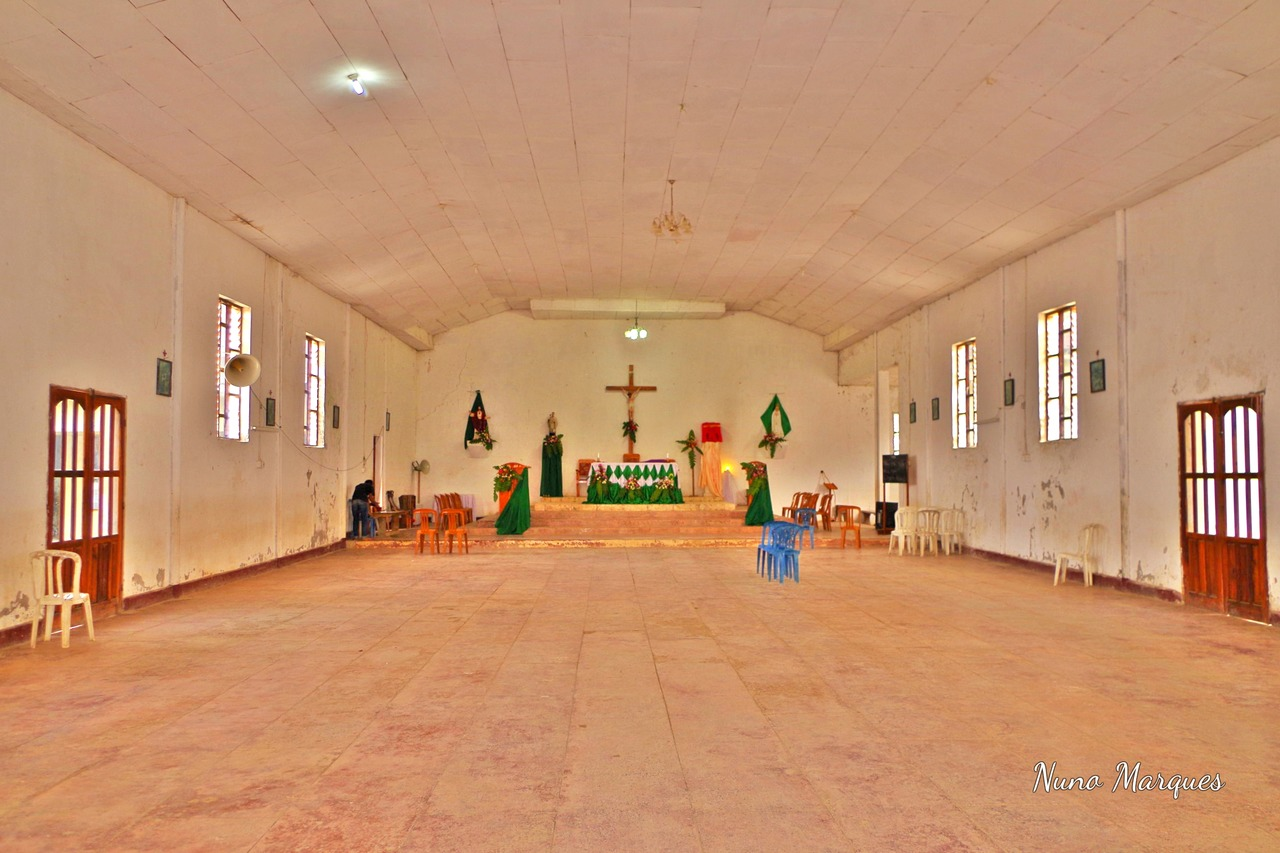
In der Kirche von Hatolia

## Einwohner
Im Suco Hatolia Vila leben 2.377 Einwohner (2022), davon sind 1.233 Männer und 1.144 Frauen. Im Suco gibt es 527 Haushalte. Fast 78 % der Einwohner geben Tetum Prasa als ihre Muttersprache an. Über 13 % sprechen Mambai, über 7 % Kemak und eine kleine Minderheit Bunak.

## Geschichte

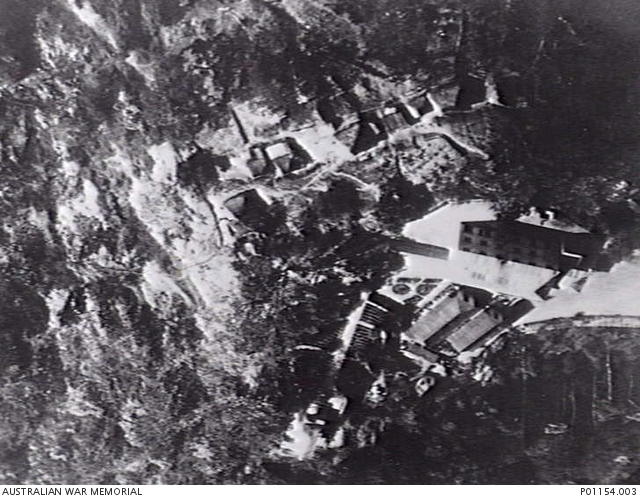
Blick auf Hatulia von einem australischen Bomber aus, vor dem Angriff (1944)

Am 17. November 1944 wurde Hatolia Vila in der Schlacht um Timor von australischen Bombern angegriffen, die japanische Unterkünfte als Ziel hatten.
Ende der 1970er-Jahre internierte die indonesische Besatzungsmacht Tausende Osttimoresen in Lagern, sogenannten Transit Camps. Das Transit Camp von Hatolia Vila befand sich etwas außerhalb in Modolaran. Zu essen bekamen die Internierten nur etwas Mais, gesalzenen Fisch und Salz. Der Fisch verursachte Durchfall, an dem vor allem Kinder und alte Menschen starben. Etwa 7000 Menschen lebten im Lager, von dem sie sich nicht weiter als 100 Meter entfernen durften. Um das Lager herum befanden sich acht Militärposten. Nur gelegentlich durften die Internierten in Begleitung der Soldaten nach Leimea-Craic oder Samara um nach essbaren Wurzeln zu suchen. Vor allem unter den Insassen aus anderen Teilen Osttimors, wie zum Beispiel Zumalai, gab es viele Tote. Erst Ende 1979 brachte das Internationale Rote Kreuz Nahrungsmittel und medizinische Versorgung in das Lager. 1980 wurde den Internierten mehr Freiheiten gewährt. Dann wurden sie nach Leimea-Craic verlegt und schließlich ließ man sie in ihre Heimat zurückkehren.
Während der Unruhen von 1999 operierten zwischen dem 27. Januar und September in Hatulia die pro-indonesischen Milizen Darah Merah, Aitarak und Pancasila zusammen mit dem indonesischen Militär gegen Befürworter der Unabhängigkeit Osttimors. Im April 1999 begann die Welle der Gewalt. In diesem Monat erhielt Darah Merah von der Distriktkommandatur (Kodim) der indonesischen Armee moderne Schusswaffen und zwei Militärfahrzeuge. 200 Darah Merah-Milizionäre griffen daraufhin CNRT-Mitglieder in Hatulia an. Es kam zu einem Gefecht in dessen Verlauf ein Milizionär und zwei CNRT-Mitglieder ums Leben kamen.

## Politik
Bei den Wahlen von 2004/2005 wurde Duarte Martins zum Chefe de Suco gewählt. Bei den Wahlen 2009 gewann José Boavida Gusmão und 2016 Manuel Soares.

## Persönlichkeiten
- Francisco David Xavier Carlos (* 1967), Politiker
- João Soares Martins (* 1968), Mediziner und Politiker